# Nan Chauncy

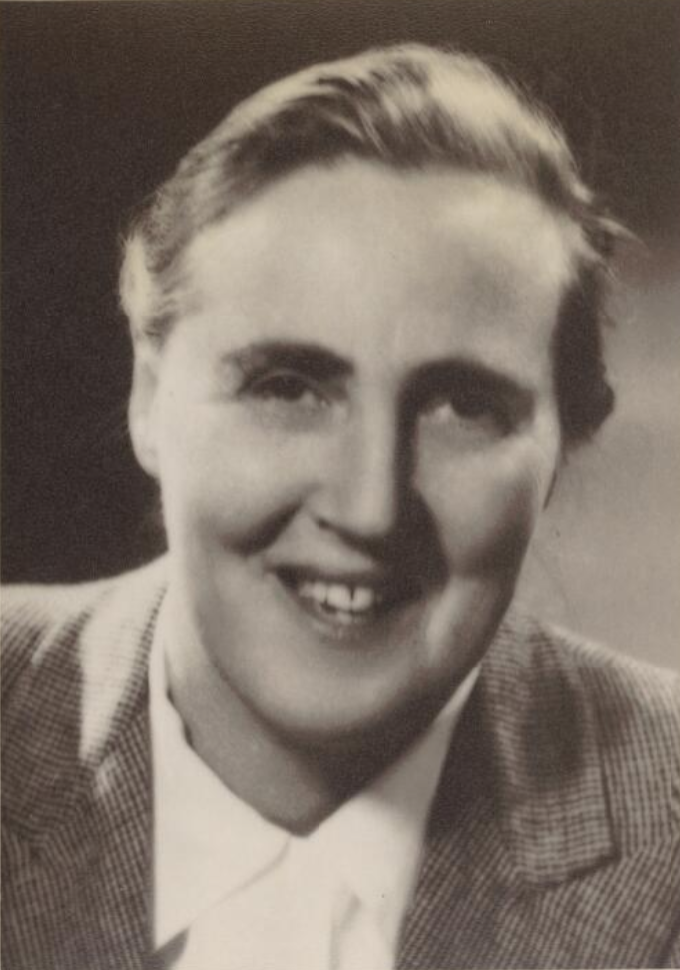
Nan Chauncy, 1950

Nan Chauncy (* 28. Mai 1900 in Northwood, Middlesex, England; † 1. Mai 1970 in Bagdad, Tasmanien; geborene Nancen Beryl Masterman) war eine britisch-australische Kinderbuchautorin.

## Leben
Geboren und aufgewachsen ist Nan Chauncy in einer englischen Mittelschichtfamilie mit einem Zwillingsbruder und vier weiteren Geschwistern. Als sie zwölf Jahre alt war, ging die Familie nach Australien, wo der Vater in der tasmanischen Hauptstadt Hobart bei der lokalen Verwaltungsbehörde als Bauingenieur eine Anstellung fand. Als der Vertrag zwei Jahre später ausgelaufen war, ließ sich die Familie in der 32 km nördlich von Hobart gelegenen Ortschaft Bagdad nieder und baute eine Obstplantage auf. Während der nächsten vier Jahre wuchs Nan Chauncy in der hügeligen Landschaft der Southern Midlands um Bagdad und in Hobart auf, wo sie zur Schule ging. Als 1918 der Erste Weltkrieg zu Ende war, gab die Familie die Plantage auf und zog in die Hauptstadt, nur der älteste Bruder behielt ein Grundstück mit Wohnhaus im Norden. Nan Chauncy engagierte sich bei den Pfadfinderinnen und war auch Führerin einer lokalen Gruppe in Claremont, deshalb stellten sie das Grundstück auch für Pfadfinderlager zur Verfügung.
Nach einem zwischenzeitlichen Englandaufenthalt arbeitete Chauncy ab 1923 für den Süßwarenhersteller Cadbury in Hobart. Nach dem Einsetzen der Weltwirtschaftskrise folgte sie 1930 ihrem Zwillingsbruder nach England, wo sie ihre Pfadfinderausbildung fortführte. Auch begann sie mit dem Schreiben und bildete sich in dieser Richtung fort. Sie reiste in andere europäische Länder und arbeitete vier Jahre als Englischlehrerin an einer dänischen Pfadfinderschule.
Zum 80. Geburtstag ihres Vaters kehrte sie 1938 nach Australien zurück und lernte auf der Reise den Deutschen Anton Rosenfeld kennen, der wegen der Nazis nach Australien auswanderte. Noch im selben Jahr heirateten sie, zogen in das Cottage bei Bagdad ein, das ihnen der Bruder schenkte, und begannen eine Ziegenzucht. Da ein deutscher Name nach dem Zweiten Weltkrieg in Australien nicht gerne gesehen wurde, nahmen sie beide den Familiennamen von Nans Großmutter Chauncy an. Sie arbeitete in dieser Zeit für den australischen Rundfunk als Autorin für das Jugendprogramm und schrieb ihr erstes Kinderbuch. Es hieß They Found a Cave und spielt in einer tasmanischen Höhle, wie sie in der Gegend von Bagdad zu finden sind. Außerdem vergrößerten sie gemeinsam ihren Landbesitz und machten aus dem Chauncy Vale genannten Besitz 1946 ein gesetzlich geschütztes Tierreservat auf privatem Grund.
Im Jahr darauf fand Nan Chauncy dann auch in der Oxford University Press in England einen Verleger für ihren Erstlingsroman und das Buch wurde 1948 veröffentlicht. Es war sehr erfolgreich und verkaufte sich über 50.000 Mal. In den folgenden Jahren schrieb sie weitere Kinderbücher, in denen sie nicht nur ihre Naturerfahrungen in der tasmanischen Landschaft einbrachte, sondern auch die Erhaltung der Natur sowie den Umgang mit den Aborigines thematisierte. Ihr viertes Buch Tiger in the Bush gewann 1958 den australischen Kinderbuchpreis des Children’s Book Council für das Buch des Jahres, was sie mit den folgenden beiden Büchern Devil's Hill und Tangara wiederholen konnte. 1962 wurde sie als erste Australierin in die Ehrenliste für den Hans Christian Andersen-Preis aufgenommen. Ihre Bücher waren da bereits international erfolgreich und wurden weltweit in 13 Sprachen veröffentlicht. Von ihrem Debütroman They Found a Cave gibt es auch eine in Tasmanien produzierte Verfilmung aus diesem Jahr.
Bis Ende der 60er Jahre schrieb sie weiter erfolgreich Kinderbücher, bevor sie schwer an Krebs erkrankte und 1970 starb.
1983 ehrte der Children’s Book Council die Schriftstellerin, indem er den Nan Chauncy Award als Auszeichnung für das Gesamtwerk eines australischen Kinderbuchautors ins Leben rief. Der ursprünglich alle fünf Jahre vergebene Preis wird seit 1998 alle zwei Jahre verliehen.
1988 wurde anlässlich der australischen 200-Jahr-Feier eine Reihe mit Fernsehfilmen aus jedem der Bundesstaaten produziert. Für Tasmanien wurde dazu eine Verfilmung von Chauncys Buch Devil's Hill gedreht. Im selben Jahr vermachten Ehemann und Tochter das 380 Hektar große Tierreservat mit dem Haus dem lokalen Council. Das Chauncy Vale Wildlife Sanctuary, dem Mitte der 2000er ein weiteres 455 Hektar großes Gebiet angeschlossen wurde, ist ein Ziel für Touristen und Schulklassen und das Wohnhaus, das bis zuletzt keinen Stromanschluss hatte, ist eine Gedenkstätte für die Autorin.
2005 wurde sie als eine der ersten in die neugegründete Tasmanian Honour Roll of Women aufgenommen, mit der Frauen geehrt werden, die einen herausragenden Beitrag für den Bundesstaat geleistet haben.

## Werke
Kinderbücher
- They Found a Cave (1948, deutsch erschienen unter dem Titel Höhlenmenschen im Capra-Tal)
- World's End Was Home (1952)
- A Fortune for the Brave (1954, deutsch Kampf um den Inselschatz, früherer Titel Der Schatz am Klauenfelsen)
- Tiger in the Bush (1957)
- Devil's Hill (1958, deutsch Die Höhle im Teufelsberg. Abenteuerliche Erlebnisse der Lorennie-Kinder im tasmanischen Busch)
- Tangara, Let Us Set Off Again (1961, deutsch Das Rätsel der Muschelkette, auch O, das junge Emu ...)
- The Secret Friends (1962)
- Half a World Away (1962, deutsch Das Blockhaus auf der Hügelkuppe; halbautobiografischer Roman)
- The Roaring 40 (1963, deutsch Daxi, Tom und Tolle Vier: Wie Vater Lorennies Jüngster an Tasmaniens einsamer Küste statt Gold einen Freund fand)
- High and Haunted Island (1964, deutsch Verschollen in Port Davy)
- The Skewbald Pony (1965)
- Mathinna's People (1967, anderer Titel: Hunted in Their Own Land)
- Lizzie's Lights (1968)
- The Lighthouse Keeper's Son (1969)

Weitere Veröffentlichungen
- Panic at the Garage (1965, Geschichte)
- Beekeeping (1967, über Bienenzucht)